# Pieter Fris
Pieter Fris o Fritz, sobrenomenat Welgemoed (Amsterdam, ca. 1627 – Delft, 23 de desembre de 1706), fou un pintor barroc neerlandès.

## Biografia
Pintor de biografia confusa i un nombre molt reduït d'obres conegudes, amb disset anys, segons Arnold Houbraken, va ser admès a Roma en la confraria dels Bentvueghels, on va rebre l'àlies de Welgemoed pel valor demostrat en la cerimònia d'iniciació.
La data de la seva estada a Roma sembla 1645 el que permet fixar l'any del seu naixement entorn de 1627-1628. El 1647 se l'esmenta a Dordrecht. Més endavant sembla alternar el domicili entre Amsterdam, Weesp i Haarlem, on entre 1660 i 1668 apareix inscrit en el gremi de Sant Lluc, fins a establir-se a Delft cap a 1683, any del seu ingrés en el gremi de Sant Lluc local, sent enterrat allí el 23 de desembre de 1706.
Encara que segons les fonts va ser pintor de temes de la història sagrada i mitològics i d'escenes de gènere i fins i tot de bodegons i paisatges italians, es coneixen tan sols dues obres datades i signades: un Noli me tangere, amb la Magdalena agenollada als peus de Crist, signat P. fris 1653, en col·lecció particular anglesa, i Orfeu i Eurídice en els inferns, 1652, propietat del Museu del Prado on va ingressar procedent de la col·lecció real, oli que s'inscriu en la tradició dels motius fantàstics i grotescs creats pel Bosco.